# Sonamoo
Ne doit pas être confondu avec Mamamoo.
Sonamoo (en coréen: 소나무; littéralement Sapin) est girl group sud-coréen de sept membres formé par TS Entertainment. Leur fans se nomment Solbangul (en coréen: 솔방울) ce qui signifie pomme de pin. Le 29 décembre 2014, Sonamoo fait ses débuts officiels avec le titre "Deja Vu". Le groupe est composé de Sumin, Minjae, D.ana, Nahyun, Euijin, High.D et de NewSun.

## Carrière

### 2014-maintenant: débuts avecDeja Vuet retour avecCushion
Le 29 décembre 2014, Sonamoo débute officiellement avec la sortie de leur premier titre "Deja Vu", elles ont également tenu leur premier showcase. L'album débute à la première place du Gaon weekly Album Chart. Le 25 février 2015, elles commencent la promotion d'un autre titre de leur album, "Just Go".
La première performance à l'étranger du groupe s'est faite au Japon le 15 mars performant à Shibuya.
Le 20 juillet 2015, Sonamoo fait son retour avec Cushion par un showcase et la mise en ligne du MV sur la chaine YouTube officielle de TS Entertainment. Le titre-phare a été co-produit par EastWest et uNo, qui est connu pour être un ancien membre du groupe SPEED et le frère plus âgé de Zico, Taewoon. Les membres de Sonamoo, D.ana et NewSun ont aussi participé à l'écriture des parties rap pour deux chansons; "Deep (깊어)" et "Let's Make A Movie (상영시간 무한대)".

## Membres
- Sumin[2]
  - Son vrai nom est Ji Su-min et elle est née le 3 mars 1994 (31 ans) ce qui fait d'elle la membre la plus âgée. Elle est la leader et l'une des chanteuses secondaire avec Nahyun.

- Minjae[2]
  - Son vrai nom est Song Min-jae et elle est née le 18 décembre 1994 (30 ans), elle est la seconde membre la plus âgée après la leader. Elle est l'une des chanteuses principales avec High.D.

- D.ana[2]
  - Son vrai nom est Jo Eun-ae et elle est née à Séoul le 10 septembre 1995 (29 ans). Elle occupe une position de rappeuse.

- Nahyun[2]
  - Son vrai nom est Kim Na-hyun et elle est née le 9 décembre 1995 (29 ans). Elle est le visuel du groupe et l'une des chanteuses secondaire avec Sumin.

- Euijin[2]
  - Son vrai nom est Hong Eui-jin et elle est née le 8 octobre 1996 (28 ans). Elle s'occupe des performances et est l'une des chanteuses principales.

- High.D[2]
  - Son vrai nom est Kim Do-hee et elle est née le 21 décembre 1996 (28 ans). Son nom de scène se prononce Heidi [haɪdi]. Elle est l'une des chanteuses principales avec Minjae.

- NewSun[2]
  - Son vrai nom est Choi Yoon-sun et elle est née le 19 juin 1997 (27 ans) ce qui fait d'elle la plus jeune membre du groupe. Elle occupe une position de rappeuse.

## Discographie

### Mini-albums (EPs)
| Titre             | Détails de l'album | Meilleure position | Ventes                |
| Titre             | Détails de l'album | COR                | Ventes                |
| ----------------- | --- | ------------------ | --------------------- |
| Deja Vu           | - Date de sortie : 29 décembre 2014 - Labels : TS Entertainment, LOEN Entertainment - Formats : CD téléchargement numérique | 1                  | - COR : plus de 4 260 |
| Cushion           | - Date de sortie : 20 juillet 2015 - Labels : TS Entertainment, LOEN Entertainment - Formats : CD, téléchargement numérique | 7                  | - COR : plus de 4 196 |
| I Like U Too Much | - Date de sortie : 29 juin 2016 - Labels : TS Entertainment, LOEN Entertainment - Formats : CD, téléchargement numérique    | 7                  | - COR : plus de 4 387 |

### Singles
| Titre               | Année | Meilleure position | Ventes (DL)            | Album             |
| Titre               | Année | COR                | Ventes (DL)            | Album             |
| ------------------- | ----- | ------------------ | ---------------------- | ----------------- |
| "Deja Vu"           | 2014  | 109                | - COR : plus de 14 030 | Deja Vu           |
| "Cushion"           | 2015  | 114                | - COR : plus de 15 837 | Cushion           |
| "I Like U Too Much" | 2016  | 123                | - COR : plus de 22 591 | I Like U Too Much |

### Clips vidéos
| Année | Titre               | Durée | Note(s)                                                                                   |
| ----- | ------------------- | ----- | ----------------------------------------------------------------------------------------- |
| 2014  | "Deja Vu"           | 3:46  | "데자뷰" - Titre marquant leurs débuts                                                    |
| 2015  | "Just Go"           | 3:45  | "가는거야" - Le clip vidéo a été tourné pendant leurs activités promotionnelles au Japon. |
| 2015  | "Cushion"           | 3:43  |                                                                                           |
| 2016  | "I Like U Too Much" | 4:24  |                                                                                           |

### Sources
- (en) Cet article est partiellement ou en totalité issu de l’article de Wikipédia en anglais intitulé « Sonamoo » (voir la liste des auteurs).